# Bohri
Bohri (phát âm như "bô-ri") là nguyên tố hóa học với ký hiệu Bh và số nguyên tử 107, và là nguyên tố nặng nhất trong nhóm 7 (VIIB). Bohri là nguyên tố tổng hợp, đồng vị bền nhất của nó là 270Bh, có chu kỳ bán rã 61 giây. Các thí nghiệm hóa học xác nhận vị trí dự đoán của bohri là đồng đẳng nặng hơn đối với rheni với trạng thài oxy hóa +7.

## Lịch sử

### Phát hiện
Việc tổng hợp đầu tiên được chấp nhận được nhóm nghiên cứu người Đức Peter Armbruster và Gottfried Münzenberg thực hiện năm 1981 tại Gesellschaft für Schwerionenforschung (Viện nghiên cứu ion nặng, GSI) ở Darmstadt từ phản ứng Dubna.
209
83Bi
 + 54
24Cr
 → 262
107Bh
 + n
Năm 1989, nhóm GSI đã làm lại thí nghiệm phản ứng trong khi đang cố gắng đo đạc chức năng kích thích. Trong thí nghiệm này, 261Bh cũng đã được xác định trong kênh bốc hơi 2n và nó được xác nhận rằng 262Bh tồn tại ở 2 trạng thái - trạng thái cơ bản và trạng thái đồng phân.
IUPAC/IUPAP Transfermium Working Group (TWG) thông báo năm 1992 công nhận chính thức nhóm GSI đã phát hiện ra nguyên tố 107.

### Đặt tên
Về mặt lịch sử, nguyên tố 107 được đề cập là eka-rheni.
Nhóm nghiên cứu người Đức đề xuất đặt tên nó là "nielsbohri" (nielsbohrium) với ký hiệu Ns để vinh danh nhà vật lý Đan Mạch Niels Bohr. Các nhà khoa học Liên Xô đã đề xuất tên gọi này cho nguyên tố 105 (mà cuối cùng được gọi là dubni).
Cuộc tranh cãi về tên gọi cho nguyên tố 104 đến 106 nổ ra; IUPAC thông qua tạm thời tên gọi "unnilsepti" (unnilseptium, ký hiệu Uns), là tên theo hệ thống cho nguyên tố này. Năm 1994, hội đồng IUPAC bác bỏ tên "nielsbohri" vì không có ưu tiên cho việc sử dụng tên đầy đủ của một nhà khoa học để đặt cho nguyên tố và do đó nguyên tố 107 được đề xuất đặt tên là "bohri". 
Điều này bị phản đối bởi những người phát hiện, họ cho rằng họ có quyền đặt tên cho nguyên tố. Vấn đề được chuyển về chi nhánh của IUPAC tại Đan Mạch, và họ đã biểu quyết thông qua tên "bohri". Cũng có những lo ngại rằng tên gọi này có thể gây hiểu nhầm với boron và đặc biệt trong việc phân biệt các tên gọi của các oxo-ion bohrat và borat. Dù vậy, tên gọi "bohri" đối với nguyên tố 107 đã được chấp nhận trên trường quốc tế vào năm 1997. IUPAC đề nghị đặt tên các muối bohri là bohriat.